# 藤部秀則
藤部 秀則 (ふじべ ひでのり、1952年または1953年 - ) は、日本の地方公務員。山口県公営企業管理者、同副知事を歴任。瑞宝中綬章受章。

## 人物・経歴
宇部短期大学付属中学校、香川高等学校 (現・宇部フロンティア大学付属中学校・香川高等学校) 卒業。山口県庁入職、2010年４月 松永正実の後任として農林水産部長。2011年4月 同職を松永貞昭と交代し児玉啓一の後任として公営企業管理者。2012年10月 山本繁太郎知事から山口県副知事に任命され、副知事は岡田実との2人体制となった。2013年12月 岩国市の米海兵隊岩国基地に移る給油機の機数が12機から15機に増えることによる騒音の変化などを中国四国防衛局に照会していた回答を「疑問点について一定の整理ができた」と評価し、同月内に菅義偉官房長官と官邸で会談し給油機を翌年６～９月に岩国基地に移転させる政府方針を容認する考えを正式に伝えた。2016年3月 副知事を辞職。
県庁退職後の2018年11月 母校である宇部フロンティア大学付属中学・香川高校の校長に就任。

## 栄典
2025年、春の叙勲で地方自治功労により瑞宝中綬章を受章。